# فرانز فولفارت
فرانز فولفارت (بالألمانية: Franz Wohlfahrt) (مواليد 1 يوليو 1964) هو لاعب كرة قدم. يلعب مع منتخب النمسا لكرة القدم. سبق له أن لعب في كأس العالم لكرة القدم مع منتخب بلاده.

## مسيرته الكروية
لعب فرانز فولفارت خلال مسيرته الاحترافية مع ناديين في تسعة عشر موسمًا ولم يسجل خلالها أي هدف ضمن 502 مباراة. حيث فاز في خمسة مواسم بالكأس وفي ستة مواسم بالدوري.
خاض فرانز فولفارت مسيرته مع نادي أوستريا فيينا في موسم 1983–84 في المرة الأولى ليلعب معه ثلاثة عشر موسمًا ثم في موسم 2000–01 ولمدة موسمين، مشاركًا طوالها في 384 مباراة ولم يسجل أي هدف. ثم انتقل إلى نادي شتوتغارت في موسم 1996–97 ليلعب معه أربعة مواسم، حيث شارك في 118 مباراة ولم يسجل أي هدف أيضًا.

## روابط خارجية
- فرانز فولفارت على موقع الاتحاد الدولي (مؤرشف)  (الإنجليزية)
- فرانز فولفارت على موقع قاعدة بيانات كرة القدم.إي يو (الإنجليزية)
- فرانز فولفارت على موقع بيانات كرة القدم. دي إي (الألمانية)
- فرانز فولفارت على موقع ناشيونال فوتبول تيمز (الإنجليزية)
- فرانز فولفارت على موقع عالم كرة القدم.نت (الإنجليزية)